# Anicetus anneckei
Anicetus anneckei är en stekelart som beskrevs av Prinsloo och Mynhardt 1981. Anicetus anneckei ingår i släktet Anicetus och familjen sköldlussteklar. Inga underarter finns listade i Catalogue of Life.